# تاتا مجیک آیریس
تاتا مجیک آیریس (Tata Magic Iris) خودرویی است که در سال‌های ۲۰۱۰–در پونه، اوتاراکند و هند تولید شده‌است.
این خودرو در کلاس مینی‌ون قرار گرفته، طراحی آن خودروهای موتور عقب-محور عقب بوده است. 